# Window Water Baby Moving
Window Water Baby Moving je krátký americký experimentální film režiséra Stana Brakhage. Zachycuje porod jeho první dcery Myrreny. Většinu záběrů natočil sám Brakhage, některé – zachycující jeho reakce – natočila jeho manželka Jane. Natočen byl v listopadu 1958, jeho střih trval několik měsíců. Snímek byl uveden v roce 1959 a často byl uváděn spolu se vzdělávacím filmem All My Babies. Brakhage později natočil ještě film Thigh Line Lyre Triangular (1961), zachycující porod jeho třetí dcery.